# Gigolò per sbaglio
Gigolò per sbaglio (Deuce Bigalow: Male Gigolò) è un film del 1999 diretto da Mike Mitchell ed interpretato da Rob Schneider.
Il film ha avuto un sequel nel 2005 intitolato Deuce Bigalow - Puttano in saldo.

## Trama
Deuce Bigalow, un pulitore di vasche per pesci appassionato di itticoltura, viene convinto da Antoine, un gigolò in partenza per la Svizzera, a prendersi cura del suo lussuoso appartamento per una settimana poiché uno dei pesci del suo acquario ha contratto una rara malattia alle branchie; lo sbadato Deuce, a seguito di un incidente domestico, distruggerà il costoso acquario e si vedrà costretto sua volta a prostituirsi per racimolare l'ingente somma necessaria alla riparazione, grazie all'aiuto di T.J., uno squinternato agente di ragazzi squillo, e ad alcune sue clienti, tra cui una donna di nome Kate con cui si fidanzerà, riuscirà nell'intento prima che Antoine torni a casa. Purtroppo quando il padrone di casa rincasa, la vasca nuova appena montata non regge la pressione dell'acqua contenuta e si rompe rovesciando tutto il contenuto, così Antoine scopre il piano di Deuce di essersi prostituito e ingaggia furiosamente una lotta all'ultimo sangue con lui. Alla fine Antoine viene arrestato dal detective Chuck Fowler, amico di Deuce che era sulle tracce del famoso gigolò, Deuce si sposa con Kate e tutto si risolve per il meglio.